# Atomosia ciguaya
Atomosia ciguaya là một loài ruồi trong họ Asilidae. Atomosia ciguaya được Scarbrough & Perez-Gelabert miêu tả năm 2006. Loài này phân bố ở vùng Tân nhiệt đới.